# 1868

## Събития
- На 6 срещу 7 юли четата на Хаджи Димитър и Стефан Караджа преминава Дунав

## Родени
- Георги Капчев, български революционер († 1936)
- Гичин Фунакоши, карате майстор
- Динузулу, зулуски цар
- Екатерина Златарева, българска артистка († 1927)
- Кръстю Гермов, български революционер, късен македонист
- Сатар Хан, ирански политик
- Питу Гули, български революционер († 1903)
- 15 януари – Евтим Спространов, български просветен и обществен деец († 1931)
- 18 януари – Кантаро Судзуки, Министър-председател на Япония († 1948)
- 29 януари – Александър Бърнев, български военен деец († 1922)
- 12 февруари – Димитър Добрев, Български морски офицер († 1944)
- 15 февруари – Никола Благоев, български историк († 1944)
- 22 февруари – Мелетий Велешки, български духовник († 1924)
- 16 март – Максим Горки, руски писател († 1936)
- 18 март – Вилхелм Щекел, австрийски лекар и психоаналитик († 1940)
- 26 март – Фуад I, Крал на Египет († 1936)
- 30 март – Коломан Мозер, австрийски художник, декоратор и дизайнер († 1918)
- 1 април – Едмон Ростан, френски драматург
- 5 април – Анастас Иширков, български учен, географ и етнограф
- 14 април – Георги Белев, български революционер и просветен деец
- 20 април – Тома Давидов, български офицер и революционер
- 27 април – Антон Шипков, български военен и революционер
- 27 април – Петър Нойков,
- 28 май – Панайот Сантурджиев, български военен деец († 1962)
- 29 май – Абдул Меджид II, османски халиф
- 6 юни – Робърт Скот, английски изследовател
- 7 юни – Чарлз Рене Макинтош, британски архитект
- 7 юни – Чарлз Рени Макинтош, британски архитект
- 12 юни – Янко Забунов,
- 16 юни – Иван Табаков, военен деец
- 18 юни – Миклош Хорти, държавен глава на Унгария († 1957)
- 27 юни – Иван Аврамов, български военен деец
- 12 юли – Стефан Георге, немски поет и есеист
- 16 юли – Христо Чернопеев, български революционер († 1915)
- 21 юли – Константинос I, гръцки крал
- 27 юли – Стефан Азманов, български военен деец
- 14 август – Петър Попарсов, български революционер и общественик
- 17 август – Едуард Абрамовски, полски учен
- 20 август – Димитър Жостов, български офицер († 1935)
- 23 август – Пол Отле, белгийски библиограф
- 8 септември – Мара Белчева, българска поетеса († 1937)
- 8 септември – Велизар Лазаров, български военен деец и спортен функционер
- 14 септември – Иван Пожарлиев, български военен
- 21 септември – Борис Михайлов, български художник († 1921)
- 11 октомври – Хараламби Луков, български военен и революционер
- 14 октомври – Миленко Балкански, български военен деец
- 8 ноември – Феликс Хаусдорф, немски математик
- 1 декември – Никола Генадиев, български политик
- 8 декември – Николай Богданов-Белски, руски художник († 1945 г.)
- 9 декември – Фриц Хабер, немски химик
- 23 декември – Анастасия Петрович Негошина, Велика руска княгиня († 1935)
- 24 декември – Емануел Ласкер, немски шахматист и световен шампион по шах (1894 – 1920)

## Починали
- Мсуати II, крал на Свазиленд
- 28 януари – Адалберт Щифтер, австрийски писател и художник (* 1805 г.)
- 11 февруари – Леон Фуко, френски физик
- 13 април – Теодрос II, император на Етиопия
- 18 юли – Хаджи Димитър, български революционер
- 18 юли – Спиро Джеров, български революционер
- 31 юли – Стефан Караджа, български войвода и национален герой
- 26 септември – Аугуст Мьобиус, немски математик и астроном
- 13 ноември – Джоакино Росини, италиански композитор
- 6 декември – Август Шлайхер, германски езиковед

Вижте също:
- календара за тази година